# El Tossalet (Herba-savina)
El Tossalet és una prominència de 957 metres que es troba al municipi de la Conca de Dalt, a la comarca del Pallars Jussà, a l'antic terme d'Hortoneda de la Conca, en l'àmbit de l'antic poble d'Herba-savina.
Està situat al vessant nord-oest del Gallinova, a ponent d'Estobencs. És a l'esquerra de la llau d'Estobencs, al nord i a sota de la Pala del Moro i al sud-oest del Tossal del Senyal.